# Podmyče

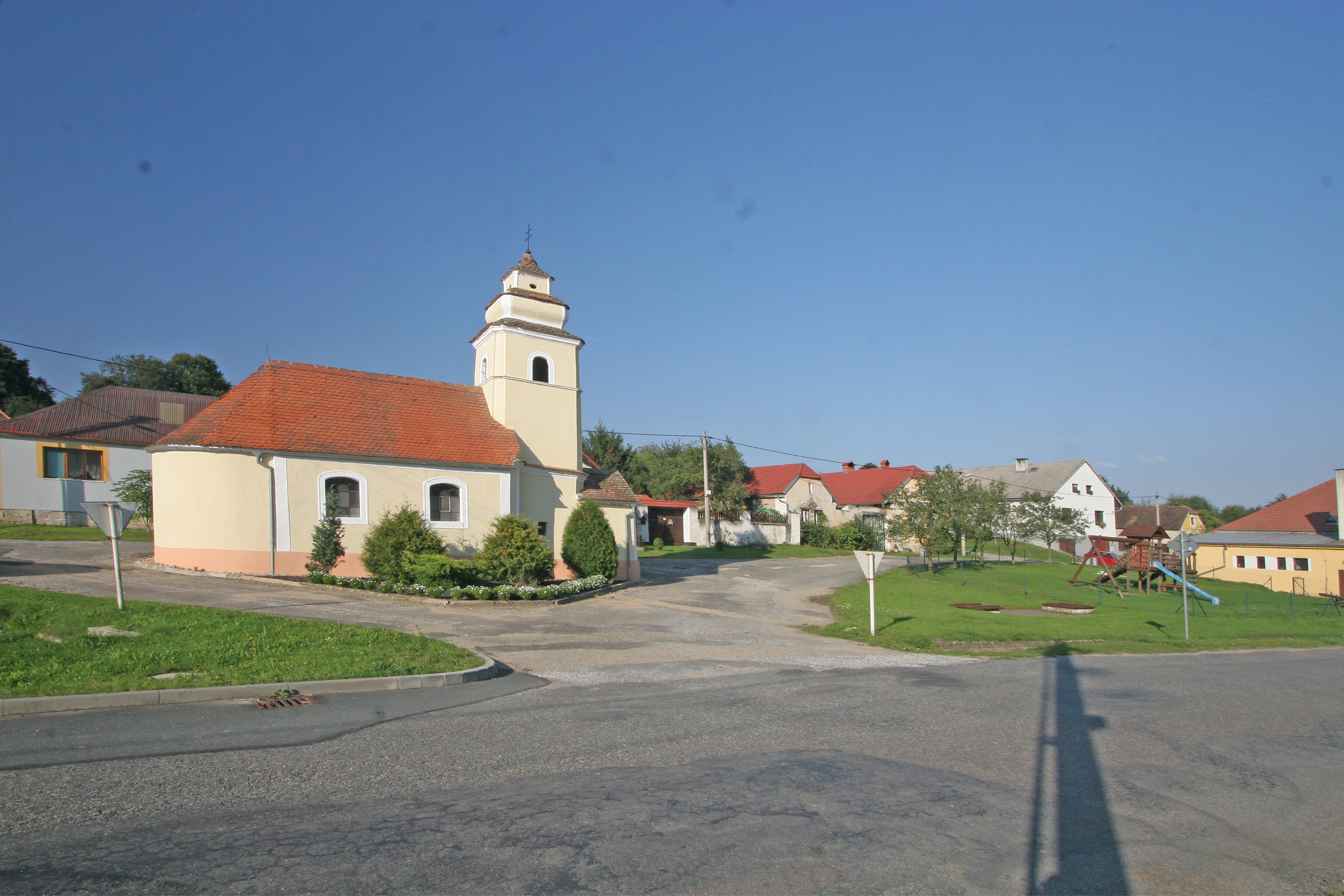
Ortsansicht mit Margarethenkapelle

Podmyče (deutsch Pomitsch) ist eine Gemeinde mit 97 Einwohnern (1. Jänner 2004) in Tschechien. Sie liegt auf einer Meereshöhe von 440 Metern 3 km südwestlich von Vranov nad Dyjí (Frain) in Südmähren an der Grenze zu Österreich.
Weitere Nachbardörfer sind Lančov (Landschau) im Norden, Starý Petřín (Alt Petrein) und Novy Petřín (Neu Petrein) im Westen und das niederösterreichische Felling im Süden. Der Ort selbst ist als ein Längsangerdorf angelegt.

## Geschichte
Die Anlage von Pomitsch sowie die bairisch-österreichische Ui-Mundart mit ihren speziellen Bairischen Kennwörtern, welche bis 1945 gesprochen wurde, weisen auf eine Besiedlung durch bayrische deutsche Stämme hin, wie sie um 1050, aber vor allem im 12/13. Jahrhundert erfolgte. Erstmals erwähnt wurde das Dorf „Pomocz“ am 28. September 1323 in einer Urkunde über einen Tausch zwischen Johann von Luxemburg und Heinrich von Leipa. Ab 1371 wurde die Bezeichnung „Podmicze“ verwendet. Der Ort war Teil der Allodherrschaft Frain mit der Burg Neuhäusel.
Matriken werden seit 1642 geführt. Onlinesuche über das Landesarchiv Brünn. Seit 1672 wurde die Bezeichnung Pomitsch gebräuchlich. 1721 erfolgte der Bau der St.-Margarethen-Kapelle, und 1871 die Anlage des Friedhofs. Seit dem 18. Jahrhundert war Pomitsch fast ausschließlich von Deutschen besiedelt. Der Ort war bis zum 19. Jahrhundert Bestandteil der Herrschaft Frain. Als nach 1875 die Höfe aufgeteilt und Teile verkauft werden dürfen, werden 7 Hofstellen verkleinert, eine Hofstelle löst sich ganz auf, und auf dieser wird 1900 die Schule errichtet. Die Bauern des Ortes gerieten öfters in finanzielle Engpässe, so dass zwischen 1860 und 1904 von den 19 Höfen 12 zwangsweise verkauft werden mussten. Dies verbesserte sich erst mit der Gründung der Raiffeisenkasse um 1900. Im gleichen Jahr wurde eine Schule im Ort eingerichtet. Im Jahre 1905 wurde die Freiwillige Feuerwehr gegründet. Die Einwohner von Pomitsch lebten von der Vieh- und Landwirtschaft, wobei der in Südmähren seit Jahrhunderten gepflegte Weinbau keine Rolle spielte. Neben einem Kleingewerbe gab es noch ein Sägewerk im Ort. 1917 gab es eine Hungersnot, da der Frost einen Großteil der Ernte vernichtet hatte.
Nach dem Ersten Weltkrieg fiel die Pratsch, dessen Bewohner 1910 zu 98,5 % Deutsch sprachen, an die neu gegründete Tschechoslowakei. Mit dem Münchner Abkommen wurde der Ort mit 1. Oktober 1938 ein Teil des deutschen Reichsgaus Niederdonau. Im Jahre 1939 erfolgte die Eingemeindung nach Landschau, die 1946 wieder aufgehoben wurde.
Nach dem Ende des Zweiten Weltkrieges (8. Mai 1945) kamen, die im Münchener Abkommen (1939) an Deutschland übertragenen Territorien, also auch der Ort Pomitsch wieder zur Tschechoslowakei zurück. Am 17. Juni 1945 wurde der Großteil der deutschen Ortsbevölkerung über die Grenze nach Österreich vertrieben. Der Rest der Bewohner – bis auf 14 Personen – flüchtete.

## Wappen und Siegel
Ein Siegel ist aus dem 19. Jahrhundert bekannt. Es zeigt innerhalb eines Blattkranzes die Inschrift „TORF POMITCH“ und im Siegelfeld auf angedeutetem Wiesengrund einen Baum mit Früchten. Ein späteres Siegel zeigte einen Pflug mit sechs Sternen. Ab dem Jahre 1848 dürfte die Ortschaft ein neues Siegel erhalten haben.

## Einwohnerzahlen
| Jahr | Einwohnerzahl | Deutsche | Tschechen |
| ---- | ------------- | -------- | --------- |
| 1790 | 171           | k. A.    | k. A.     |
| 1834 | 186           | k. A.    | k. A.     |
| 1880 | 273           | 273      | -         |
| 1900 | 280           | 280      | -         |
| 1910 | 285           | 281      | 4         |
| 1921 | 284           | 264      | -         |
| 1939 | 323           | 309      | 2         |
| 1961 | 218           | -        | 218       |

## Sehenswürdigkeiten
- Die Kapelle der Hl. Margarethe befindet sich im Zentrum des Ortes (1721)
- Friedhof (1871)
- Marter mit Gnadenbild (1783)
- Gnadenbild

## Sage aus dem Ort
- Eines Tages ging ein Bauernbursch aus Pomitsch nach Felling zu seinem Mädchen. Beim Rückweg kam ihm ein Reiter entgegen. Er erschrak, als er merkte, dass der Reiter seinen Kopf unterm Arm trug. Und das Pferd des Reiters war ein "dreihaxater Hengst", dem beim Wiehern blaue Flammen aus dem Maul schlugen. Der junge Mann ergriff die Flucht, doch nach einigen Metern erhielt er einen Schlag auf den Rücken. Der Reiter hatte seinen Kopf nach ihm geworfen, der jedoch wieder zu diesem Reiter zurückflog. Der Freier setzte seine Flucht fort und erhielt neuerlich einen Schlag gegen den Rücken. Da erinnerte sich der Bursch an das nah gelegene Josefkreuz und lief verzweifelt darauf zu. Als der Reiter zum dritten Wurf ansetzte, schrie der junge Mann verzweifelt:"Jessas, Maria und Josef, mei letzte Stund!". Im selben Augenblick ließ der Reiter von ihm ab und verschwand in der Breitau. Beim Josefkreuz verschnaufte der Gepeinigte und dankte Gott für dessen Beistand.[8]